# Augusto Dâmaso Miguéns da Silva Ramalho da Costa
Augusto Dâmaso Miguéns da Silva Ramalho da Costa ComNSC (Montemor-o-Novo, Matriz, 11 de Dezembro de 1857 - Montemor-o-Novo, 3 de Fevereiro de 1945), 1.° Visconde de Safira e 1.° Conde de Safira, foi um empresário e político português.

## Biografia
Filho de António Agostinho Miguéns (Montemor-o-Novo, Nossa Senhora do Bispo, 14 de Setembro de 1820 - ?) e de sua mulher Maria Francisca da Silva Ramalho da Costa, neto paterno de Vicente Carlos Miguéns (Montemor-o-Novo, Nossa Senhora do Bispo, 8 de Dezembro de 1790 - ?) e de sua mulher Margarida Francisca Varela (Montemor-o-Novo, Nossa Senhora do Bispo, 20 de Julho de 1791 - ?) e neto materno de José Leonardo da Silva Ramalho (Montemor-o-Novo, Nossa Senhora do Bispo, 10 de Agosto de 1793 - ?) e de sua mulher Maria José da Costa.
Foi grande Proprietário no Concelho de Montemor-o-Novo e Presidente da respectiva Câmara Municipal.
O título de 1.º Visconde de Safira foi-lhe concedido por Decreto de D. Luís I de Portugal de 30 de Abril de 1886 e, posteriormente, foi elevado à Grandeza, como 1.º Conde de Safira, por Decreto de data desconhecida.
Era Comendador da Real Ordem Militar de Nossa Senhora da Conceição de Vila Viçosa por Carta de D. Carlos I de Portugal de 27 de Maio de 1905.

## Casamento
Casou com Ana Joaquina de Saldanha Sousa e Meneses, filha de José de Saldanha Oliveira Azeredo Corte Real Sousa e Meneses e de sua mulher Ana Guiomar de Sousa Chichorro, sem geração.